# Dourbes
Dourbes (en wallon Doûpe) est une section de la commune belge de Viroinval située en Wallonie dans la province de Namur. Dourbes se trouve sur le territoire du Parc national de l'Entre-Sambre-et-Meuse (ESEM).
C'était une commune à part entière avant la fusion des communes de 1977.
Depuis 1956, l'Institut royal météorologique de Belgique (IRM) dispose d'installations à Dourbes. Il s'agit du Centre de Physique du Globe (CPG); il comprend un observatoire magnétique ainsi que l'émetteur du réseau BRAMS.

## Géographie
C'est après avoir quitté le village de Nismes, en direction du centre de Dourbes, que l'Eau Noire venant de Nismes rencontre l'Eau Blanche pour former le Viroin.
Le confluent se trouve au pied d'une falaise calcaire escarpée, appelée Roche à Lomme (ou à L'Homme). Cette falaise peut être gravie par un chemin abrupt la contournant; de son sommet une vue panoramique sur la région (en particulier sur les 3 vallées) s'offre aux plus courageux.
Les « Abannets » sont des grottes dont le plafond s'est effondré, gouffres à ciel ouvert, phénomène fréquent dans la région (cf. le Fondry des Chiens).

## Évolution démographique
- Source: DGS, 1831 à 1970=recensements population, 1976= habitants au 31 décembre

## Histoire
Terres de l'abbaye de Lobbes passées entre des mains laïques au XIe siècle.
Ancienne commune du département des Ardennes durant l'occupation française, elle est transférée à la province de Namur en 1815. Le 12 juin 1793, Dourbes fait partie du canton municipal de Nismes qui comprend les deux Dourbes (le Mont et le Val), Olloy ainsi que Fagnolle ou Ligne; en l’an VIII, cette entité comprend 1 551 habitants; 10 mariages et 49 naissances par an ainsi que 70 conscrits.

## Patrimoine et culture

### Patrimoine architectural
- Eglise Saint-Servais. Edifice construit essentiellement aux XIIIe et XVIIe siècles et restaurée par l'architecte Nihoul en 1949 et 1952, des fouilles ont été réalisées par J. Mertens en 1951 qui révélèrent sous l'édifice actuel, une mononef du XIe siècle plus tard amplifiée par une tour occidentale[1].
- Ancien moulin banal, rue de Fagnolle. Ensemble en L datant des XVIIIe et XIXe siècles comprenant un moulin probablement de la 1re moitié du XVIIIe siècle. Il dépendant de la seigneurie de Dourbes-le-Val[2].
- Ancien château Biot, rue de Fagnolle. Construction du milieu du XVIIe siècle ruinée puis partiellement démolie en 1980. Erigée par le chanoine de Dinant et curé de Dourbes Jean Martin à côté du vieux presbytère[2].
- Un château du XIVe siècle, le château de Hauteroche, est perché au sommet d'un éperon de roches calcaires. Ce château dépendait de la seigneurie de Dourbes-le-Val, détenues depuis le dernier tiers du XIIIe siècle jusqu'au début du XVIe siècle par la famille de Jauche. Cité pour la première fois qu'en 1505, mais un document de 1571 signale au XIVe siècle, l'existence d'un seigneur de Hauteroche, de la famille de Jauche. Le château fut détruit en 1554 par le maître de Mariembourg, Anne de Montmorency[3]. L'association les Forges Saint-Roch y a effectué des fouilles archéologiques.
- Ancienne tannerie Théodore Houben, située au pied de la Roche à l'Homme. Elle fut fondée en 1858, à l'emplacement d'un ancien moulin à tan dont les bâtiments sont reconstruites en 1910 et 1918, la tannerie a été fermée en 1981[4].

## Galerie

Vues du village de Dourbes.
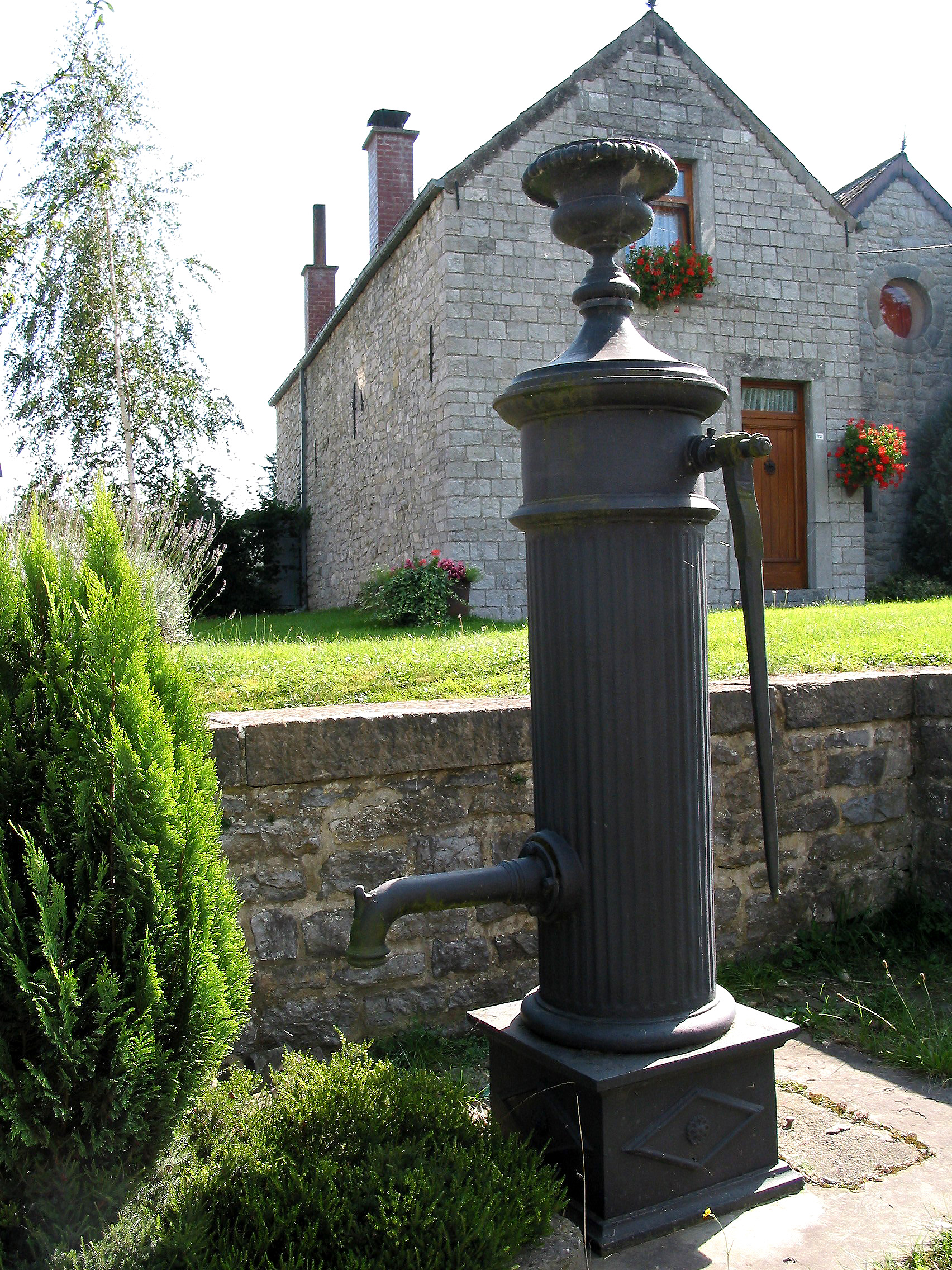
Ancienne pompe à eau (XIXe siècle).
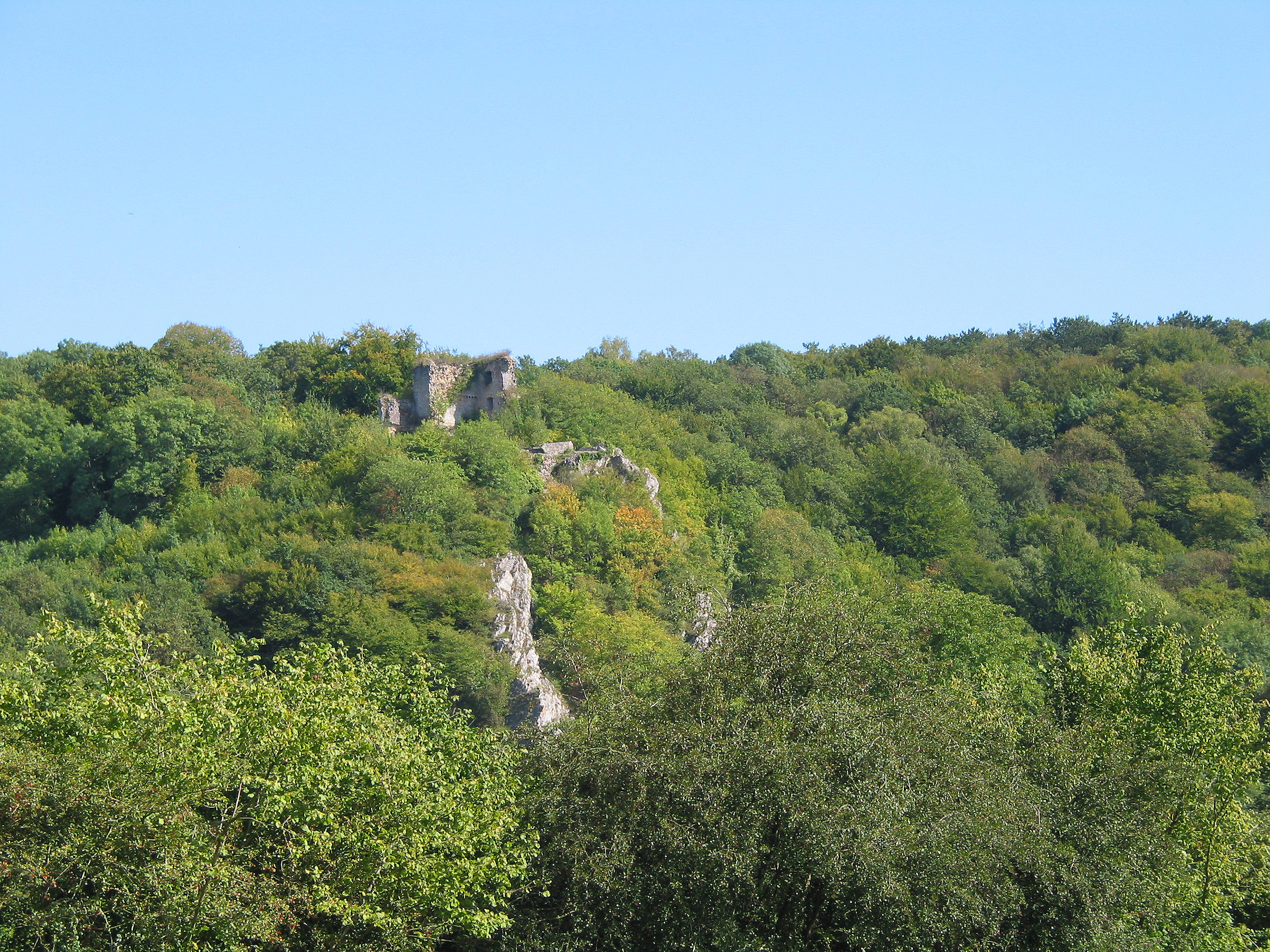
Les ruines du château de Hauteroche.
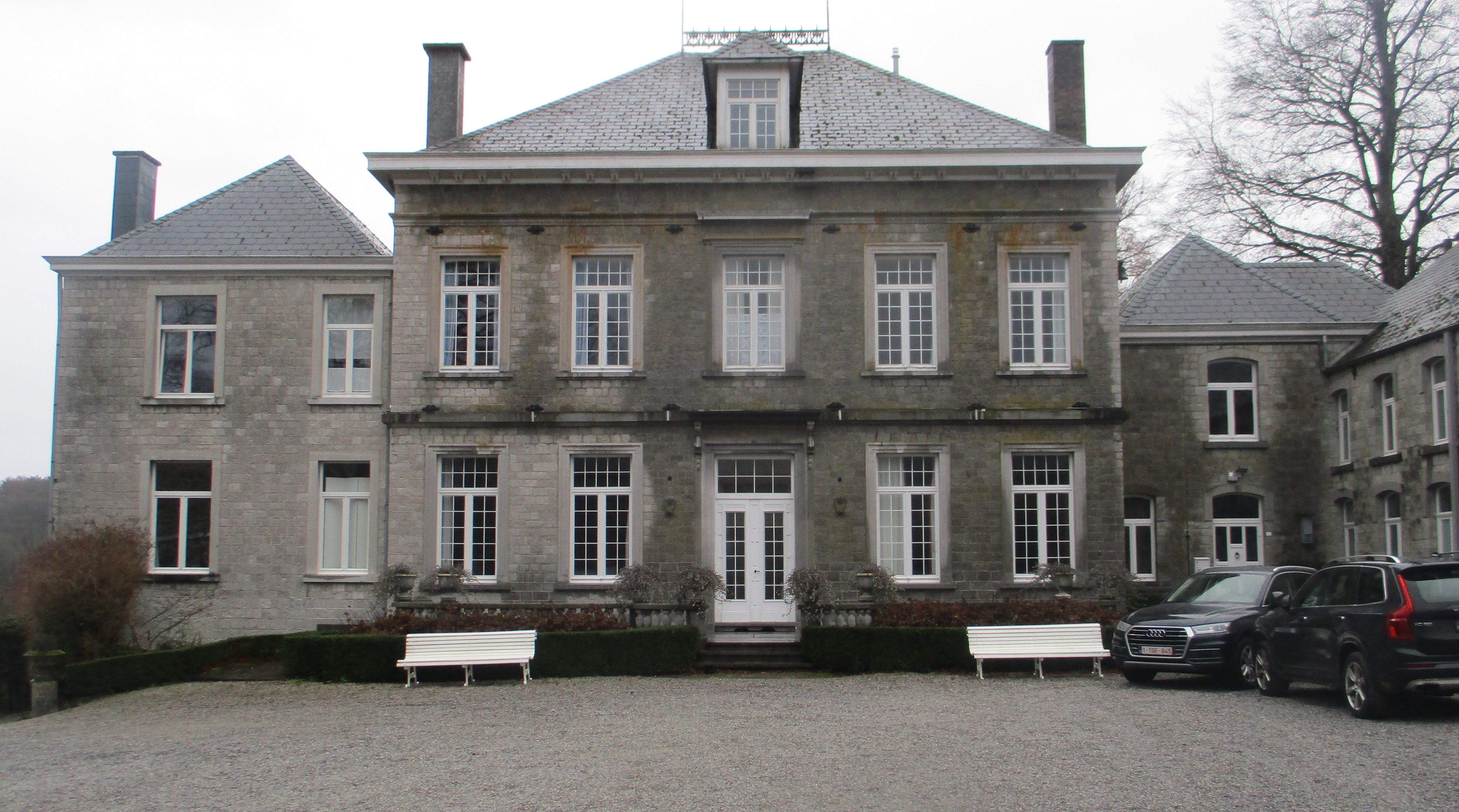
Ferme-château de Dourbes.